# Thalassoglobus polymorphus
Thalassoglobus polymorphus es una especie de bacteria del género Thalassoglobus, familia Planctomycetaceae. Fue descrita por Rivas-Marin, Elena; Wiegand, Sandra; Kallscheuer, Nicolai; Jogler, Mareike; Peeters, Stijn H.; Heuer, Anja; Jetten, Mike S. M.; Boedeker, Christian et al. en 2021. Fue aislada cerca de una playa pública de la isla de Mallorca.